# Бонина Нуова (Пјаченца)
Бонина Нуова је насеље у Италији у округу Пјаченца, региону Емилија-Ромања.
Према процени из 2011. у насељу је живело 168 становника. Насеље се налази на надморској висини од 58 м.